# Gibson ES-150
De Gibson Guitar Corporation ES-150 wordt algemeen erkend als 's werelds eerste commercieel succesvolle elektrische gitaar. De ES staat voor Electric Spanish, en de '150' werd eraan toegevoegd omdat zij samen met een EH-150 versterker en een gitaarkabel 150 dollar kostte. Het oorspronkelijke model van de ES-150 werd geproduceerd in de periode 1936-1941.
Na de introductie in 1936 werd het model van Gibson meteen populair in jazzorkesten uit die periode. In tegenstelling tot de gebruikelijke akoestische gitaren die in jazz werden gebruikt was deze elektrisch versterkte gitaar luid genoeg om een meer prominente plaats in een ensemble te veroveren.
Jazzgitarist Eddie Durham wordt meestal genoemd als degene die de eerste elektrische gitaarsolo in 1938 met de ES-150 bracht. De belangrijkste bespeler van de ES-150 zou echter Charlie Christian worden. Hij was het die zorgde voor de populariteit van het instrument met het single coil element. Zijn vloeiende solo's en warme klank betekenden niets minder dan een revolutie in het bespelen van de jazzgitaar en tot op de dag van vandaag blijft hij invloed uitoefenen op talloze spelers.
Omdat het instrument nooit bedoeld was om akoestisch bespeeld te worden, was er een opmerkelijk verschil tussen de ES-150 en andere archtopgitaren. De binnenkant van het massief vuren bovenblad was niet gevormd om de contouren van de buitenkant te volgen, waardoor het ongeschikt was om de trillingsenergie van de snaren om te zetten in geluid. Het voordeel ervan was dat het de problematische feedback verminderde waarmee andere elektrische (hollowbody)gitaren te kampen hadden omdat ze meer ontworpen waren naar het model van een akoestische gitaar.
Na de Tweede Wereldoorlog werd de ES-150 opnieuw geïntroduceerd als een 17" hollowbody waarvan het bovenblad en de zijkanten gemaakt waren van gelamineerd esdoornhout. De naoorlogse ES-150 was uitgerust met een P-90 gitaarelement, ter vervanging van de oorspronkelijke blade van de "Charlie Christian" pickup in de halspositie. De productie van dit model werd gestaakt in het midden van de jaren 1950.
In de late jaren 1960 introduceerde Gibson de ES-150DC, maar dat was ondanks zijn soortgelijk modelnummer een significant verschillend instrument. De ES-150DC was een elektrische hollowbodygitaar met een dubbele cutaway-body die meer leek op op de semi-hollow gitaren van de 335-reeks (behalve dan de dikkere body). Het bevatte twee humbuckers, een palissander-toets met kleine blokinleg en een master volumeknop op de onderste cutaway. Dit model was echter niet bijzonder populair en werd door Gibson beëindigd in het midden van de jaren 70.
De ES-150 in zijn oorspronkelijke ontwerp vormde samen met de ES-175 en de L5 van hetzelfde merk de kern van de jazzgitaarreeks van Gibson.